# Кларк Дін
Кларк Дін (3 лютого 2000 , Сарасота, Флорида ) — американський веслувальник, бронзовий призер Олімпійських ігор 2024 року.

## Виступи на Олімпіадах
| Олімпіада  | Дисципліна | Місце |
| ---------- | ---------- | ----- |
| Токіо 2020 | четвірки   | 5     |
| Париж 2024 | вісімки    | 3     |

## Зовнішні посилання
- Кларк Дін на сайті World Rowing (англійська)
- Кларк Дін на сайті Olympics.com (англійська)
- Кларк Дін на сайті Olympedia (англійська)